# Jordi de la Bastida
Jordi de la Bastida fou un militar català.
Tinent coronel del Regiment de la Ciutat de Barcelona a les ordres de Jaume de Cordelles i Ramanyer i després de Francesc d'Asprer i Talric. A la mort d'aquest en combat el 7 d'agost de 1713, com que el regiment estava pràcticament extingit, assumí el comandament del Baluard de Santa Clara, i morí en la batalla del Baluard de Santa Clara, del 12 d'agost de 1714, durant la Guerra de Successió Espanyola. Fou substituït per Pere de Padilla.